# Altenbach (Leichlingen)
Altenbach ist eine aus einer Hofschaft hervorgegangene Ortschaft in Leichlingen (Rheinland) im Rheinisch-Bergischen Kreis.

## Lage und Beschreibung
Der Ort liegt südöstlich von Witzhelden im Quellbereich und Oberlauf des gleichnamigen Altenbachs, eines Zulauf des Wersbachs. Nachbarorte sind neben dem Höhendorf Witzhelden Nüsenhöfen, Bern, Neuenhof, Meie, Feld, Brachhausen, Kuhle, Höhscheid, Dorffeld, Wersbach und Wersbacher Mühle.

## Geschichte
Die Karte Topographia Ducatus Montani aus dem Jahre 1715 zeigt einen Hof unter dem Namen Altenbach. Im 18. Jahrhundert gehörte der Ort zum Kirchspiel Witzhelden im bergischen Amt Miselohe. Die Topographische Aufnahme der Rheinlande von 1824 und die Preußische Uraufnahme von 1844 verzeichnen den Ort beide als Altenbach.
1815/16 lebten 46 Einwohner im Ort. 1832 gehörte Altenbach dem Kirchspiel Witzhelden der Bürgermeisterei Burscheid an. Der laut der Statistik und Topographie des Regierungsbezirks Düsseldorf als Hofstadt kategorisierte Ort besaß zu dieser Zeit sieben Wohnhäuser und 17 landwirtschaftliche Gebäude. Zu dieser Zeit lebten 55 Einwohner im Ort, davon einer katholischen und 54 evangelischen Glaubens.
Aufgrund der Gemeindeordnung für die Rheinprovinz erhielt 1845 das Kirchspiel Witzhelden den Status einer Gemeinde, schied aus der Bürgermeisterei Burscheid aus und bildete ab 1850 eine eigene Bürgermeisterei. Im Gemeindelexikon für die Provinz Rheinland werden 1885 zehn Wohnhäuser mit 51 Einwohnern angegeben. 1895 besitzt der Ort neun Wohnhäuser mit 56 Einwohnern, 1905 acht Wohnhäuser und 43 Einwohner.
Am 1. Januar 1975 wurde die Gemeinde Witzhelden mit Altenbach in Leichlingen eingemeindet.